# Винчански календар
Хипотеза о винчанском календару, који се у псеудонаучним круговима приписује становницима винчанске културе, је одбачена од археолога са Београдског Универзитета, а оне који је пропагирају у јавности археолози критикују за погрешно тумачење археолошких артефаката.
Историјски текстови који користе рачунање година по византијском календару, које у псеудонаучним чланцима погрешно покушавају да представе као неки „доказ“ за њихове хипотезе о „винчанском календару“, рачунање година заснива на византијском тумачењу грчког превода Библије, Септуагинта, колико су година у Византији сматрали да је прошло од Постанка, то јест од стварања универзума.
Између осталог, у раду „Злоупотреба природних наука у (псеудо)археологији“, археолози наводе да артефакат који се у псеудонаучним круговима погрешно представља као неки „календар из винчанске кулуре“ који је наводно „стар 8000 година“ није нити из „винчанске кулуре“, није је стар 8000 година, нити да је винчанска култура стара 8000 година. У питању је артефакат из Најеве циглане код Панчева, који се везује за ватинску културу средњег бронзаног доба (1700–1500 пре н.е.) и који се налази у Народном музеју у Београду (инв. бр. 3053), са орнаментиком коју сматрају сасвим типичном за ватинску керамику и бронзано доба Подунавља и за коју не смарају да представља било какав „календар“. Кртикују се и то што у псеудонаучним круговима износе неосноване тврдње да је на том артефакту наводно „тачно означено да зима почиње на Митровдан“.
У вези са печатом кнеза Сторимира из 9. века, који се чува у Историјском музеју Србије, који се такође помиње у псеудонаучним чланцима везаним за „винчански календар“ као нешто што је „изгравирано ћирилицом” у намери да се ћирилица прогласи старијом него што јесте, археолози наводе да није у питању ни ћирилица, нити српски језик, него текст на грчком језику, коју се преводи као „Господе помози Стројимиру“.